# Matsuda Naoyuki
Matsuda Naoyuki (japanisch 松田 尚之; geboren 4. September 1898 in der Präfektur Toyama; gestorben 29. März 1995) war ein japanischer Bildhauer während der Shōwa-Zeit.

## Leben und Werk
Matsuda Naoyuki wurde in der Präfektur Toyama geboren, wurde aber als Kind von der Matsuda-Familie adoptiert und kam so nach Kanazawa. Nachdem er den Keramikkurs an der Industrieschule der Präfektur Ishikawa abgeschlossen hatte, schrieb er sich an der Tōykō Bijutsu Gakkō (東京美術学校) ein, der Vorläufereinrichtung der Tōkyō Geijutsu Daigaku. Dort wurde er Schüler von Asakura Fumio. 1921, als er noch in der Ausbildung war, wurde seine Arbeit „Posierende Frau“ (ポ＝ズする女) auf der 3. „Teiten“-Ausstellung angenommen. Nach seinem Abschluss 1922 widmete er sich hauptsächlich weiblichen Akten, wobei seine Arbeiten wiederholt auf Ausstellungen lobend erwähnt wurden. 1932 wurde er dann Juror für die Teiten-Ausstellungen.
Matsuda baute in Kyōto eine Schnitz- und Modellier-Ausbildungsstätte ein, das „Kyōto Chōso Kenkyūjo“ (京都彫塑研究所). Gleichzeitig war er Lehrer an der „Hochschule für Kunst und Kunstgewerbe“ (京都市立美術工芸専門学校 Kyoto shiritsu Bijutsu Kōgei semmon gakko) in Kyōto und wurde zu einer führende Position unter den Bildhauern in Kyōto und Osaka. 1951 wurde er Professor an der „Universität für Kunst und Kunstgewerbe“ (金沢美術工芸大学) in Kanazawa, 1952 schließlich Professor an der Tōkyō Geijutsu Daigaku. 1958 erhielt er den Preis der Akademie der Künste für eine weibliche Skulptur. 1968 wurde er Mitglied der Akademie, 1970 wurde er mit dem Verdienstorden 3. Klasse ausgezeichnet, und 1970 wurde er Berater für die Nachfolgeeinrichtung der Teiten, nun „Nitten“ genannte Ausstellung.
Zu Matsudas bedeutenden Werken gehören „Sehnsucht“ und die Skulpturengruppe von sechs Bergarbeitern „Rokutai no Jimbutsu-zō“ (六体の人物像), zur Erinnerung an die zahlreichen Arbeiter, die in den 1950er Jahren beim Bau der Kurobe-Talsperre ums Leben gekommen waren. Im Matsukawaberi-Skulpturenpark (松川べり彫刻公園) in der Stadt Toyama steht seine Skulptur „Junge Frau“ (japanisch 年若き女 Toshiwakaki Onna). Vor der Polizeistation an der Shichijō (七条警察署 Shichjō Keisatsusho) in Kyōto steht eine weibliche Fackelträgerin Matsudas aus dem Jahr 1960, vom Künstler „Meichō“ (明澄), etwa „Erleuchtung“, genannt und so beschriftet.